# Volkswagen Transporter
Volkswagen Transporter je transporter njemačke marke Volkswagen i proizvodi se već od 1950. godine.

## Prva generacija (T1)
Prva generacija, model T1, se proizvodio od 1950. – 1967. godine.

## Druga generacija (T2)
Druga generacija, model T2, se proizvodio od 1967. – 1979. godine.

## Treća generacija (T3)
Treća generacija, model T3, se proizvodio od 1979. – 1992. godine.

## Četvrta generacija (T4)
Četvrta generacija, model T4, se proizvodio od 1989. – 2003. godine.

## Peta generacija (T5)
Peta generacija, model T5, se proizvodi od 2003. godine.